# Rey Mysterio
Óscar Gutiérrez  (Chula Vista, California; 11 de diciembre de 1974), conocido como Rey Mysterio, es un luchador profesional estadounidense. Actualmente trabaja para la empresa WWE, donde se presenta en la marca SmackDown. También trabajó para Extreme Championship Wrestling (ECW), World Championship Wrestling (WCW) y Asistencia Asesoría y Administración (AAA).
Rey Mysterio fue entrenado por su tío Rey Misterio Sr., aprendiendo el estilo basado en movimientos aéreos de la lucha libre mexicana, se le considera un luchador de alto vuelo, lo que ha traído en sus luchas mucha agilidad, espectacularidad, emoción, originalidad y resistencia.
Óscar Gutiérrez trabajó originalmente para Asistencia Asesoría y Administración (AAA) en México, de 1992 a 1995. Él luchó en la ECW desde 1995 a 1996, y en la WCW desde 1996 a 2001 como Rey Misterio Jr, pero dejó el «Junior» y modificó un poco su nombre, cuando comenzó a trabajar para la WWE en 2002. 
Rey Mysterio es 3 veces Campeón Mundial, ha ganado el Campeonato Mundial Peso Pesado dos veces y el Campeonato de la WWE en 1 ocasión.
Su estilo basado en movimientos aéreos, ayudó a poner en marcha la revolución de la lucha libre peso crucero en los Estados Unidos en la década de los 90 y 2000, y a menudo es considerado como uno de los mejores luchadores voladores en la historia de la lucha libre.
En la WCW ganó el Campeonato Mundial en Parejas de la WCW tres veces y el Campeonato Peso Crucero en Parejas de la WCW una vez con Billy Kidman. También es cuatro veces Campeón en Parejas de la WWE, tres veces Campeón de los Estados Unidos y dos veces Campeón Intercontinental de la WWE. También ha sido ocho veces Campeón Peso Crucero de la WCW/WWE (cinco veces en la WCW, tres veces en la WWE). 
En total, ha ganado 23 títulos entre la WWE y la WCW. Además es Campeón de la Triple Corona, Gran campeón y fue el ganador del Royal Rumble 2006. Rey Mysterio, junto a Alberto Del Rio y Místico, fue el ganador de la primera edición de la Copa Mundial de Lucha Libre en 2015, además fue el inaugural Campeón Peso Completo de The Crash.
Rey Mysterio es el padre del luchador Dominik Gutiérrez, que en la WWE tiene el nombre de ring, Dominik Mysterio.
En 2023, por su larga trayectoria y aporte a la industria luchística, fue inducido al Salón de la Fama de WWE.

## Trayectoria
Óscar Gutiérrez nació el 11 de diciembre de 1974 en Chula Vista, California, un suburbio de San Diego; lugar donde aún reside. Sus padres son los ciudadanos mexicanos María del Rosario y Roberto Gutiérrez (1948-2024),  ambos de orígenes muy pobres y sin educación; María era limpiadora de casas y Roberto era trabajador de fábrica.  Gutiérrez pasó su infancia cruzando la frontera de Tijuana a San Diego todos los días para ir a la escuela.  Gutiérrez abandonó la escuela secundaria con la aprobación de sus padres.  Tiene tres hermanos.

### Inicios (1989-1992)
Gutiérrez hizo su debut en México el 30 de abril de 1989 cuando tenía 14 años de edad, en un principio luchando en arenas pequeñas de Tijuana, México; y sin revelar que era un menor de edad. Primero luchó como «La Lagartija Verde», nombre que duró aproximadamente dos semanas; ya que su tío le inventó un mejor nombre, llamándolo «Colibrí» por su agilidad y tamaño compacto. Después de un tiempo, Rey Misterio Sr. le da el nombre de Rey Misterio Jr. a su sobrino. 
En 1991, Rey Mysterio fue galardonado con el premio al «luchador que más ha mejorado» en México mientras luchaba como Colibrí. En 2002 recibió el premio de nuevo, esta vez bajo el nombre de Rey Mysterio.

### Asistencia Asesoría y Administración (1992-1995)
En 1992 un luchador llamado Konnan le enseña a Antonio Peña el talento de Rey Misterio Jr. Antonio Peña fue quien lo añadió a las filas de la AAA. En Asistencia Asesoría y Administración (AAA), Mysterio tuvo un feudo con Juventud Guerrera. El tío de Rey Misterio Jr., Rey Misterio Sr. se enfrentó también a Fuerza Guerrera en una lucha de equipos: Misterio Sr. y Mysterio Jr. frente a Juventud Guerrera y su padre Fuerza Guerrera. Rey Misterio Jr. comúnmente hizo equipo con el semejantemente subdimensionado conocido como Romy "Romeo" Magruder y vio debutar a Hijo Del Perro Aguayo con quién además estuvo en su primera y última lucha.

### Extreme Championship Wrestling (1995-1996)
Rey Mysterio firmó con la Extreme Championship Wrestling (ECW) de Paul Heyman en 1995. Debutó en septiembre de 1995 en Gangstas Paradise, derrotando a Psicosis, que también hacía su debut en ECW. Un feudo entre ambos comenzó, que incluyó un 2-out-of-3 Falls Match y un Mexican Death Match. Rey Mysterio también tuvo una serie de luchas con el recién llegado a la ECW, Juventud Guerrera, durante el primer semestre de 1996.

### World Championship Wrestling

#### 1996-1998
Rey Mysterio, Jr. hizo su debut en World Championship Wrestling (WCW) el 16 de junio de 1996, en The Great American Bash, desafiando a Dean Malenko por el Campeonato Peso Crucero de la WCW, que Malenko retuvo tras hacer trampa para ganar. En julio en Bash at the Beach, derrotó a su rival de largo plazo Psicosis en un combate para decidir al contendiente número uno por el Campeonato Peso Crucero, ganando otra oportunidad por el título. La noche siguiente, en el episodio del 8 de julio de WCW Monday Nitro, derrotó a Malenko para ganar su primer Campeonato Peso Crucero. Reinó como campeón por tres meses, que incluyó defensas del título contra Último Dragón, Malenko y Super Caló antes de que lo perdiera en Halloween Havoc ante Dean Malenko. Más tarde tuvo un feudo con el Último Dragón, luchando frente a él en World War 3, peleando por el Campeonato J-Crown, perdiendo ante Último, además de pelear en la battle royal de 60 personas.
Después empezaría un feudo por el Campeonato Mundial de Televisión de la WCW contra Prince Iaukea, perdiendo en SuperBrawl VII y en Uncensored.
Tendría otro feudo con Último Dragón, el cual acabaría en Spring Stampede, ganándole tras una hurracarrana. Luego lucharía en dos ocasiones contra Syxx por el Campeonato Peso Crucero, perdiendo Rey ambas veces. Luego peleó contra Yuji Yasuroaka en Slamboree, derrotándole con otra hurracanada. Tras esto, empezó un feudo con Konnan, perdiendo Rey en Road Wild.
Mysterio luego se involucró en un feudo con su amigo de la vida real y campeón Peso Crucero Eddie Guerrero. Lucharían en Halloween Havoc en una lucha de Máscara vs. Título, ganando el Campeonato Peso Crucero por segunda vez. Lo perdería frente a Eddie el 10 de noviembre y pelearía por el título en World War 3, reteniéndolo Eddie. También participaría en la Battle Royal de 60 hombres, siendo eliminado.
Al principio de 1998 tuvo un feudo con Juventud Guerrera y ganaría el título en un episodio de Thunder. Durante este tiempo Mysterio tuvo un segmento en el que Eddie le dijo que no tendría una oportunidad por los sacrificios de Juventud, lo que provocaría un enfrentamiento después de que Mysterio perdiera su campeonato en Souled Out ante Chris Jericho, empezando un feudo con él que les llevó a pelear en Bash at the Beach, con la recuperación del título de Rey tras derrotarle y el 13 de julio le derrotaría Jericho, capturando de nuevo el cinturón.
Después, en Road Wild, derrotaría a Psicosis, siendo el contendiente N.º 1 por el título Peso Crucero, luchó en la battle royal de 60 hombres de World War 3, siendo eliminado el número 44 y se enfrentó a Billy Kidman y Juventud Guerrera en Starrcade en un Triple Threat Match por el Campeonato de Peso Crucero de la WCW, reteniéndolo Kidman.

#### 1999
Más tarde pelearían en un Fatal Four-Way Match en Souled Out Billy Kidman, Rey Mysterio, Juventud Guerrera y Psicosis por el Campeonato Peso Crucero, reteniéndolo Kidman una vez más.
En SuperBrawl IX, Konnan y él serían derrotados por The Outsiders, con los que tenían un feudo, en una pelea Máscara contra Cabellera, por lo que Rey Mysterio se tuvo que quitar la máscara y pelear sin ella.
Tras perder su máscara, empezó un feudo con Kevin Nash venciéndolo en Nitro y acabando en Uncensored con la derrota de Rey tras que le aplicara un Jacknife Powerbomb.
Ganó el Campeonato Peso Crucero de la WCW a Billy Kidman el 15 de marzo y peleó contra Ric Flair por el Campeonato Mundial Peso Pesado de la WCW el 21 de marzo, reteniéndolo Flair, ganó el 28 de marzo el Campeonato en Parejas de la WCW tras derrotar a Chris Benoit y Dean Malenko junto a Billy Kidman. Sin embargo, el 4 de abril Psicosis derrotó a Rey y le quitó el Campeonato Peso Crucero y defendió con éxito su título por parejas frente a Raven y Perry Saturn. Luego recapturó el título Crucero y lo defendió frente a Juventud Guerrera, pero lo perdió frente Psicosis en un Fatal Four-Way Match con Juventud y Blitzkrieg, derrotándole para recapturarlo. La siguiente semana se enfrentaron él y Kidman contra The Armstrong Brothers, defendiendo con éxito los títulos en parejas y retuvo de nuevo el título crucero frente a Evan Karagian y Kaz Hayashi.
En Slamboree, él y Kidman perdieron frente a Raven y Saturn en un Triangle Match, participando también Dean Malenko y Chris Benoit, ganando Raven y Saturn el campeonato por parejas.
Después empezó junto a Konnan un feudo con Curt Hennig y Bobby Duncum, llegando a pelear en The Great American Bash, ganándoles y uniéndose al grupo No Limit Soldiers.
Luego peleó con Swoll como parte de NLS contra The West Texas Rednecks en un Elimination Match en Bash at the Beach, ganando NLS.
Un mes después perdió el campeonato de los Pesos Cruceros frente a Lenny Lane. Tras perder el cinturón empezó un feudo con Insane Clown Posse, luchando contra ellos y Vampiro junto a Kidman y Juventud Guerrera en Fall Brawl, ganando el equipo de Mysterio.
Luego se unió a Konnan, derrotando a Harlem Heat, ganando el Campeonato por Parejas de la WCW una vez más.

#### 2000-2001
El 14 de agosto, Rey & Juventud Guerrera derrotaron a Vampiro & The Great Muta, ganando el Campeonato Mundial en Parejas de la WCW. Consiguieron retenerlos ante varias parejas como Sean O'Haire & Mark Jindrak, Insane Clown Posse, The Harris Brothers o KroniK. Sin embargo, el comisionado de la WCW Eric Miller ordenó el 18 de septiembre dejar vacantes todos los campeonatos de la empresa, incluyendo el de parejas.
En Fall Brawl Rey, Juvi, Disco Infierno, Vito & Paul Orndorff se enfrentaron a The Natural Born Thrillers, acabando el combate sin resultado. Con el campeonato en poder de O'Haire & Jindrak, Rey & Kidman intentaron recuperarlo sin éxito en Halloween Havoc. Luego Rey, Konnan y Kidman empezaron un feudo contra Jeff Jarret y The Harris Brothers, perdiendo en Starrcade.
A comienzos del 2001 ganó un Gauntlet Match por el Campeonato Peso Crucero, teniendo un feudo con Chavo Guerrero, que culminó en Superbrawl Revenge, siendo Mysterio derrotado por Chavo en una lucha por el título.
En su última lucha en WCW, Rey y Kidman ganaron en un torneo por el Campeonato Peso Crucero en Parejas de la WCW, ganándolo a Kid Romeo y Elix Skipper. Tras esto, la WCW fue comprada por la WWF y su contrato no fue renovado.

### Circuito independiente (2001-2002)
Tras el cierre de la WCW, se fue al circuito independiente, luchando en la XWF durante un corto tiempo, luchó en México sin su máscara y peleó contra CM Punk y Eddie Guerrero en IWA por el Campeonato Peso Pesado de IWA, ganándolo Eddie. Durante el 2002 hizo varias presentaciones en Puerto Rico para WWC donde ganó el Campeonato Mundial Junior Completo al derrotar a Eddie Colón.

### World Wrestling Entertainment / WWE

#### 2002-2003
En junio de 2002, Rey firmó un contrato con la World Wrestling Entertainment (WWE), y con videos se promocionó su debut. En la WWE, comenzó a ser conocido bajo el nombre de Rey Mysterio, sin el sufijo «Jr.». Vince McMahon además le pidió a Mysterio que volviera a usar su máscara. Debutó el 25 de julio de 2002 en SmackDown! como face, en una lucha frente a Chavo Guerrero, la cual Mysterio ganó.
Mysterio entró en un feudo con Kurt Angle, el cual terminó en SummerSlam, donde fue derrotado por Angle. Posterior a eso en Unforgiven, Mysterio logró una victoria sobre Chavo Guerrero.
Edge y Mysterio comenzaron a formar equipo, para entrar a un torneo que definiría a los primeros Campeones en Parejas de la WWE. Ambos derrotaron a Tajiri & Brock Lesnar, y luego a Ron Simmons & Reverend D-Von, avanzando a la final del torneo, donde fueron derrotados por Kurt Angle & Chris Benoit en No Mercy. Mientras tanto, Mysterio ganó una oportunidad por el Campeonato Peso Crucero de la WWE en Rebellion, pero no pudo derrotar al campeón Jamie Noble. Sólo días después de aquello, el 7 de noviembre, Edge y Mysterio derrotaron a Kurt Angle y Chris Benoit, capturando el Campeonato en Parejas de la WWE.
En Survivor Series, Edge y Mysterio fueron derrotados por Los Guerreros (Eddie & Chavo), perdiendo los Campeonatos en Parejas de la WWE en una lucha en que también participaron Kurt Angle & Chris Benoit. Después de esta derrota, Edge y Mysterio no volvieron a formar equipo.

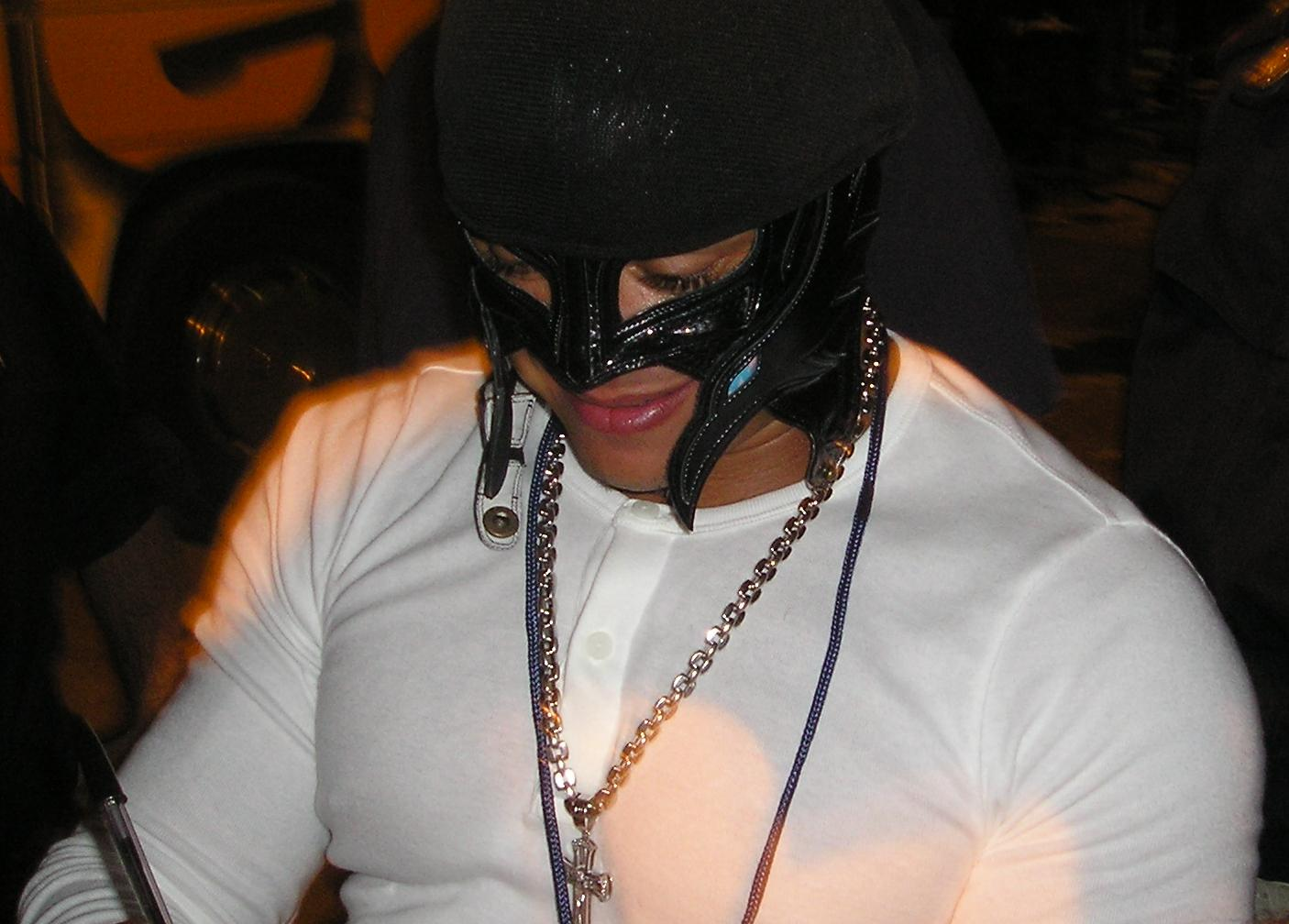
Mysterio firmando autógrafos en 2004.

Ya en el año 2003, Mysterio fue el cuarto participante en ingresar al Royal Rumble, pero fue el tercero en ser eliminado. En el evento No Way Out, derrotó a Jamie Noble, ganando una oportunidad por el Campeonato Peso Crucero de la WWE. Dicha oportunidad le fue otorgada en WrestleMania XIX, en donde no pudo derrotar al campeón Matt Hardy. Luego de eso, entró en un corto feudo con The Big Show, el cual culminó con la derrota de Mysterio en Backlash.
En la edición del 5 de junio de SmackDown!, derrotó a Matt Hardy, ganando su primer Campeonato Peso Crucero de la WWE. Retuvo el campeonato frente a la mayoría de los cruceros de la marca, incluyendo a Shannon Moore en SummerSlam, antes de perderlo frente a Tajiri el 25 de septiembre en SmackDown!. En No Mercy, Mysterio falló en su intento de recapturar el campeonato frente a Tajiri.
Durante su periodo como campeón crucero obtuvo una oportunidad por el Campeonato en Parejas de la WWE, pero no pudo derrotar a Team Angle, junto con su compañero de equipo Billy Kidman en el evento Vengeance.
En el mes de diciembre, Mysterio se enfrentó a Brock Lesnar y Jamie Noble, con una derrota y una victoria, respectivamente. Al derrotar a Noble, Mysterio ganó una oportunidad por el Campeonato Peso Crucero de la WWE.

#### 2004-2005
En la edición del 1 de enero en SmackDown!, Mysterio derrotó a Tajiri, ganando el Campeonato Peso Crucero de la WWE. Tras su victoria, entró en un feudo con Jamie Noble, sobre el cual obtuvo tres victorias, una de ellas en Royal Rumble. Mantuvo el campeonato hasta No Way Out, en donde fue derrotado por Chavo Guerrero. Tuvo su revancha por el Campeonato Peso Crucero en WrestleMania XX, pero no logró ganar el combate. El 18 de marzo ganó una oportunidad por el Campeonato de la WWE, pero fue derrotado por el campeón Eddie Guerrero.
Mysterio comenzó a formar equipo con Rob Van Dam desde mayo de 2004, e incluso derrotaron a The Dudley Boyz en Judgment Day. Bajo su alianza con Van Dam, Mysterio consiguió ganar el Campeonato Peso Crucero una vez más, derrotando a Chavo Guerrero el 17 de junio en SmackDown! Retuvo el título en The Great American Bash frente a Chavo y luego lo perdió el 29 de julio frente a Spike Dudley en SmackDown!. El equipo de Mysterio y Van Dam entró en un feudo con René Duprée y Kenzo Suzuki, quienes los derrotaron en No Mercy. En una edición de SmackDown!, Mysterio recibió una oportunidad por el Campeonato de los Estados Unidos, contra Carlito, en el cual Rey Mysterio no pudo conseguir. Después de meses enfrentándose a Suzuki y Duprée, el 9 de diciembre en SmackDown!, Van Dam y Mysterio los derrotaron, ganando el Campeonato en Parejas de la WWE. Su primera defensa fue en el evento Armageddon, de la cual salieron victoriosos.
A inicios del año 2005, Mysterio y Van Dam perdieron los Campeonatos en Parejas de la WWE frente a The Basham Brothers, el 13 de enero, en una lucha en que también participaron Eddie Guerrero & Booker T y Mark Jindrak & Luther Reigns. Luego de su derrota, participó en el Royal Rumble, donde entró en la octava posición y fue eliminado por Edge entre los últimos cuatro.
Poco tiempo después de su ruptura con Rob Van Dam, Mysterio formó un equipo con Eddie Guerrero. En No Way Out, Eddie y Mysterio capturaron el Campeonato en Parejas de la WWE, tras derrotar a los Basham Brothers. El 24 de febrero en SmackDown!, los derrotaron nuevamente, reteniendo el campeonato. En WrestleMania 21, Eddie y Mysterio se enfrentaron entre ellos, con victoria para Rey. Después de esa lucha, ambos se dieron la mano en señal de respeto, pero a pesar de ese gesto, quedaron rencillas entre ambos. Debido a ese quiebre, el 21 de abril fueron derrotados por MNM, perdiendo los títulos en parejas y volviendo heel a Eddie.

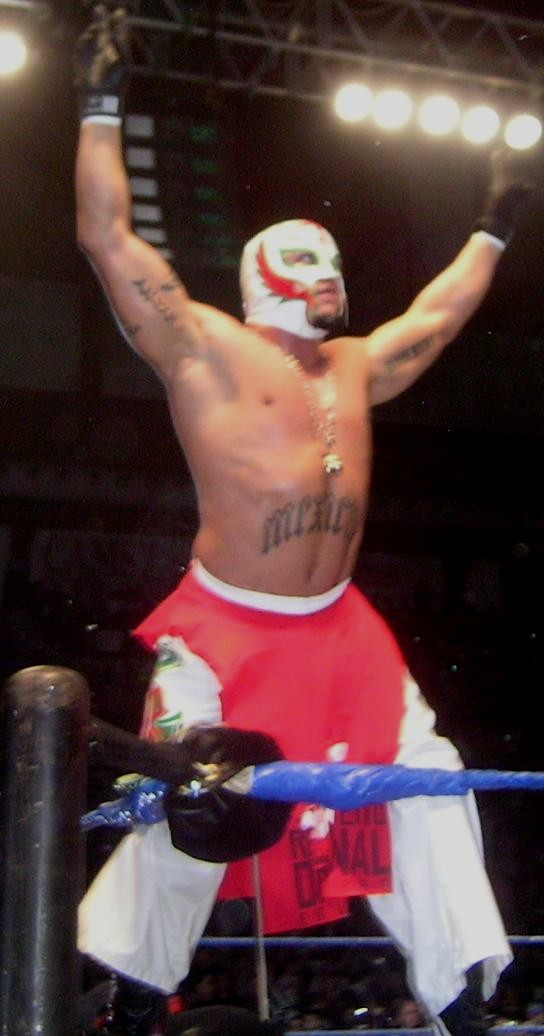
Mysterio en un tour el año 2005.

El 5 de mayo, Eddie Guerreró atacó brutalmente a Mysterio, iniciando un feudo que duró la gran parte del año. Su primer encuentro se produjo en Judgment Day, con victoria por descalificación para Mysterio, debido a que Eddie lo golpeó con una silla. Luego el 23 de junio en SmackDown! y en el evento The Great American Bash, Mysterio derrotó a Eddie Guerrero. Eddie reveló que el hijo de Rey, Dominick, era en realidad hijo suyo (kayfabe), y que quería que le entregara la custodia, pero Rey puso la custodia en juego en SummerSlam, en donde ganó gracias a la ayuda de Vickie Guerrero. Finalmente, en la edición del 9 de septiembre, Eddie derrotó a Rey en un Steel Cage Match, dando fin a la rivalidad entre ambos.
Mysterio se enfrentó a John "Bradshaw" Layfield en No Mercy, frente a quien perdió. Fue elegido por los fanes para formar equipo con Matt Hardy y enfrentarse a Edge y Chris Masters en Taboo Tuesday, pero finalmente Edge fue reemplazado por Snitsky. A pesar de eso último, Matt y Rey se llevaron la victoria. Posteriormente participó en el combate «SmackDown! vs. Raw» en Survivor Series, donde su equipo consiguió el triunfo.
En una edición de SmackDown!, los Campeones Mundiales en Parejas Big Show & Kane acudieron a atacar a Mysterio, pero Batista lo impidió. Esto llevó a que ambos comenzaran a formar equipo y posteriormente ganaran el Campeonato en Parejas de la WWE, tras derrotar a MNM. En Armageddon fueron derrotados por Kane & Big Show y solo dos días después perdieron el Campeonato en Parejas frente a MNM. Además no pudieron derrotarlos en la revancha, la semana posterior en SmackDown!

#### 2006

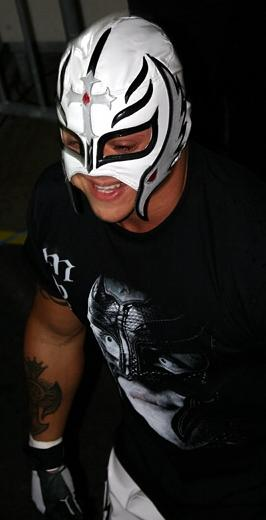
Rey Mysterio en No Way Out en febrero de 2006.

En el episodio del 10 de enero de 2006 de SmackDown!, Mysterio estuvo implicado en una battle royal de 40 hombres por el vacante Campeonato intercontinental. Fue eliminado por Shelton Benjamin, Greath Khali ganó la lucha, eliminando último a Batista.
Mysterio fue el segundo participante en la Royal Rumble 2006. Ganó la lucha y una oportunidad por un título mundial, eliminado a Randy Orton en el final. Duró 1 hora con 2 minutos, un récord en Royal Rumble. Orton le instó en poner la oportunidad en juego en una lucha en No Way Out. En las semanas previas a No Way Out, Orton hizo comentarios despectivos sobre Eddie Guerrero, quien había fallecido en noviembre de 2005. Orton mediante una artimaña ilegal que consistió en agarrarse de la cuerda Intermedia tras hacerle la cuenta de 3 a Rey Mysterio (la cual no vio el árbitro) ganó la lucha en No Way Out, ganando la oportunidad de Mysterio por el Campeonato Mundial Peso Pesado en WrestleMania 22. El Gerente General Theodore Long, sin embargo, añadió a Mysterio de nuevo al combate por el título en WrestleMania 22, convirtiéndolo en un Triple Threat Match entre Orton, Mysterio y el entonces campeón, Kurt Angle. En WrestleMania 22, Mysterio cubrió a Orton para convertirse en el nuevo Campeón Mundial Peso Pesado. En el episodio del 7 de abril de SmackDown!, Mysterio —quien fue anunciado como un campeón «underdog»—, hizo su primera defensa exitosa del Campeonato Mundial Peso Pesado contra Randy Orton. Mysterio pasó a retener su título en una revancha de WrestleMania en SmackDown! contra Kurt Angle, tres semanas más tarde.

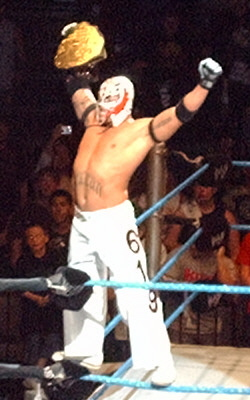
Mysterio durante su primer reinado como Campeón Mundial Peso Pesado.

Mysterio se movió rápidamente en un feudo con el Campeón de los Estados Unidos John "Bradshaw" Layfield. El feudo comenzó después de que JBL, celebrando su victoria por el Campeonato de los Estados Unidos, declaró que merecía el Campeonato Mundial Peso Pesado. Este feudo vio a Mysterio enfrentándose contra tres oponentes elegidos por JBL en las tres semanas previas a su lucha por el título en Judgment Day. Mysterio fue derrotado por Mark Henry y The Great Khali en luchas no titulares separadas antes de luchar contra Kane, lucha que terminó sin resultado; Mysterio retuvo su título contra JBL en Judgment Day. El feudo se intensificó cuando JBL perdió el Campeonato de los Estados Unidos a Bobby Lashley cinco días más tarde en SmackDown! después de ser engañado por Mysterio en ocuparse de todos los luchadores interesados en luchar contra él como él mismo lo hiciera. JBL juró que si no ganaba su revancha contra Mysterio, dejaría SmackDown! En su lucha del evento principal, Mysterio retuvo el Campeonato Mundial Peso Pesado, causando que JBL dejara SmackDown! hasta ECW One Night Stand, cuando anunció su regreso como comentarista. Mysterio fue entonces reservado para defender el título contra el luchador de la ECW Sabu en One Night Stand. En las semanas previas a su defensa del título, Mysterio derrotó al Campeón Peso Crucero Gregory "Hurricane" Helms en un Champion vs. Champion Match y perdió ante Rob Van Dam en WWE vs. ECW Head to Head el 7 de junio. En One Night Stand, Mysterio retuvo el título, después de que él y Sabu fueron declarados incapaces de continuar después de un Triple Jump DDT a través de una mesa por Sabu. Mysterio luego retuvo su título en una lucha contra Mark Henry, ganando por descalificación después de que Chavo Guerrero le entregó a Henry una silla y Mysterio actuó como si fue golpeado, una táctica por la que Eddie Guerrero era conocido.
Mysterio comenzó un feudo con King Booker después de que Booker ganó una battle royal para convertirse en el contendiente número uno por el Campeonato Mundial Peso Pesado. Booker atacó a Mysterio detrás del escenario con la ayuda de la esposa de Booker Queen Sharmell. La siguiente semana en SmackDown!, Mysterio ganó venganza atacando a Booker y a su «corte» (Finlay & William Regal). Esta rivalidad continuó durante varias semanas y vio a Mysterio derrotar al miembro de la corte William Regal en un episodio de SmackDown!, momentos antes de atacar al retador y golpearlo con un «619» alrededor del poste de acero. El 23 de julio en The Great American Bash, Mysterio perdió el Campeonato Mundial Peso Pesado ante King Booker después de que Chavo Guerrero interfirió en la lucha y golpeó a Mysterio con una silla de acero. Guerrero le costó a Mysterio su revancha la semana siguiente. Esto culminó en un combate en SummerSlam donde Mysterio perdió ante Guerrero después de que Vickie Guerrero intentara detener a los dos hombres de la lucha, pero accidentalmente echó a Mysterio del esquinero. Vickie luego se unió a Chavo después de que ella golpeó a Mysterio en la espalda con una silla. Mysterio luego derrotó a Guerrero en un Falls Count Anywhere Match en No Mercy. Posteriormente Guerrero desafió a Mysterio a un "I Quit" Match. En esa lucha, Chavo lesionó la rodilla de Mysterio, usando la lucha para sacar a Mysterio fuera de la televisión por un tiempo para operarse la rodilla.

#### 2007-2008
Rey Mysterio hizo su regreso al ring en SummerSlam, derrotando a Chavo Guerrero con el «619», después de que Guerrero estuvo obsesionado con el retorno de Mysterio queriendo lesionarlo otra vez. En el episodio del 31 de agosto de SmackDown!, Mysterio derrotó a Batista y Finlay para convertirse en el contendiente número uno por el Campeonato Mundial Peso Pesado. En el episodio del 7 de septiembre de SmackDown!, Mysterio tuvo un "I Quit" Match con Chavo Guerrero, que ganó después de golpear la rodilla de Guerrero con una silla repetidamente de manera similar a la cual Mysterio había sido puesto fuera de combate, para poner fin a la contienda. Mysterio entonces comenzó un feudo con The Great Khali, que condujo a una lucha por el Campeonato Mundial Peso Pesado en Unforgiven. La lucha se hizo más tarde un Triple Threat Match, también involucrando a Batista, quien la ganó.
Mysterio entonces comenzó un feudo con Finlay, un oponente elegido por JBL. El feudo fue marcado como «Fight vs. Flight» («pelea vs. vuelo»), contrastando los estilos de lucha de ambos luchadores – la corporalidad de Finlay, contra el estilo aéreo de Mysterio. El 28 de octubre, después de luchar sin resultado en No Mercy, seguido por una doble descalificación en una lucha para decidir al contendiente número uno por el Campeonato Mundial Peso Pesado de Batista en el siguiente SmackDown!, él derrotó a Finlay en un Stretcher Match en Cyber Sunday. Durante este feudo, fue parte del equipo ganador en Survivor Series que consistió de ambos luchadores en lados opuestos (aunque Mysterio fue el segundo en ser eliminado).

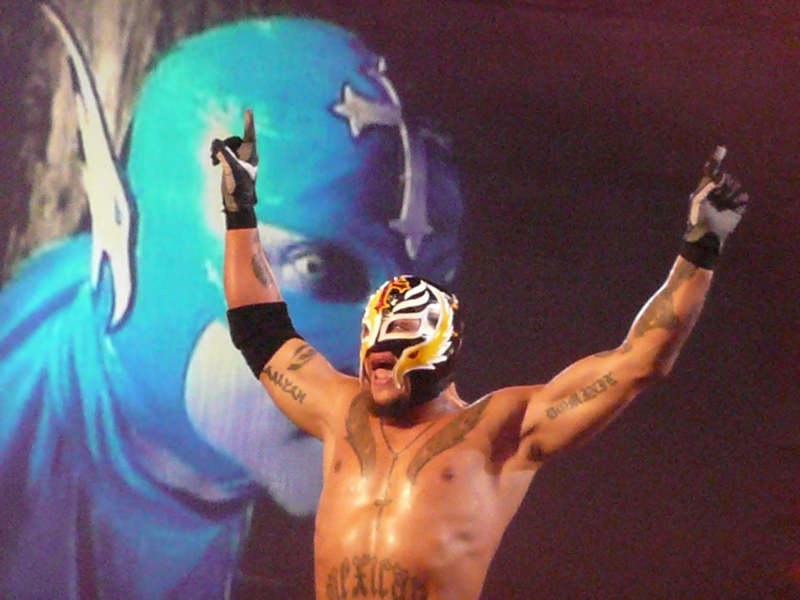
Rey Mysterio posando en noviembre de 2008.

Mysterio nuevamente entró en el cuadro del Campeonato Mundial cuando salió victorioso en un Beat the Clock Challenge por la oportunidad de enfrentarse al Campeón Mundial Peso Pesado Edge en Royal Rumble. Mysterio no tuvo éxito en ganar el campeonato. El sitio web oficial de la WWE anunció el 14 de febrero que Mysterio sufrió una lesión de bíceps durante una gira en Santiago Chile. A pesar de la lesión, Mysterio se enfrentó ante Edge por el título otra vez en No Way Out. En el episodio el 22 de febrero de SmackDown!, Mysterio anunció que su lesión lo mantendría fuera de acción durante al menos seis meses, y finalmente fue sometido a tres cirugías en el espacio de un mes.
Mysterio hizo su regreso en el episodio del 23 de junio de 2008 de Raw, como el primer luchador en ser reclutado en el WWE Draft 2008 de la marca SmackDown a la marca Raw. Mysterio hizo su debut en el ring en Raw el 7 de julio, derrotando a Santino Marella. El Gerente General Mike Adamle anunció que John Cena estaba lesionado y que Mysterio le reemplazaría en el Championship Scramble en Unforgiven. La siguiente semana, Mysterio hizo su regreso a Raw después de una prolongada ausencia atacando a Kane, dando vuelta atrás numerosos rumores de que Kane había «terminado con su carrera». Mysterio luego hizo su retorno al ring en Unforgiven, compitiendo en el Raw Championship Scramble. Mysterio puso su máscara en juego en una lucha en No Mercy, que ganó por descalificación después de que Kane lo atacó con una silla. Derrotó a Kane otra vez en Cyber Sunday, esta vez en un No Holds Barred Match y en Survivor Series, cuando ambos estaban en lados opuestos en un 5-on-5 Elimination Match, ganado por el equipo de Mysterio.

#### 2009

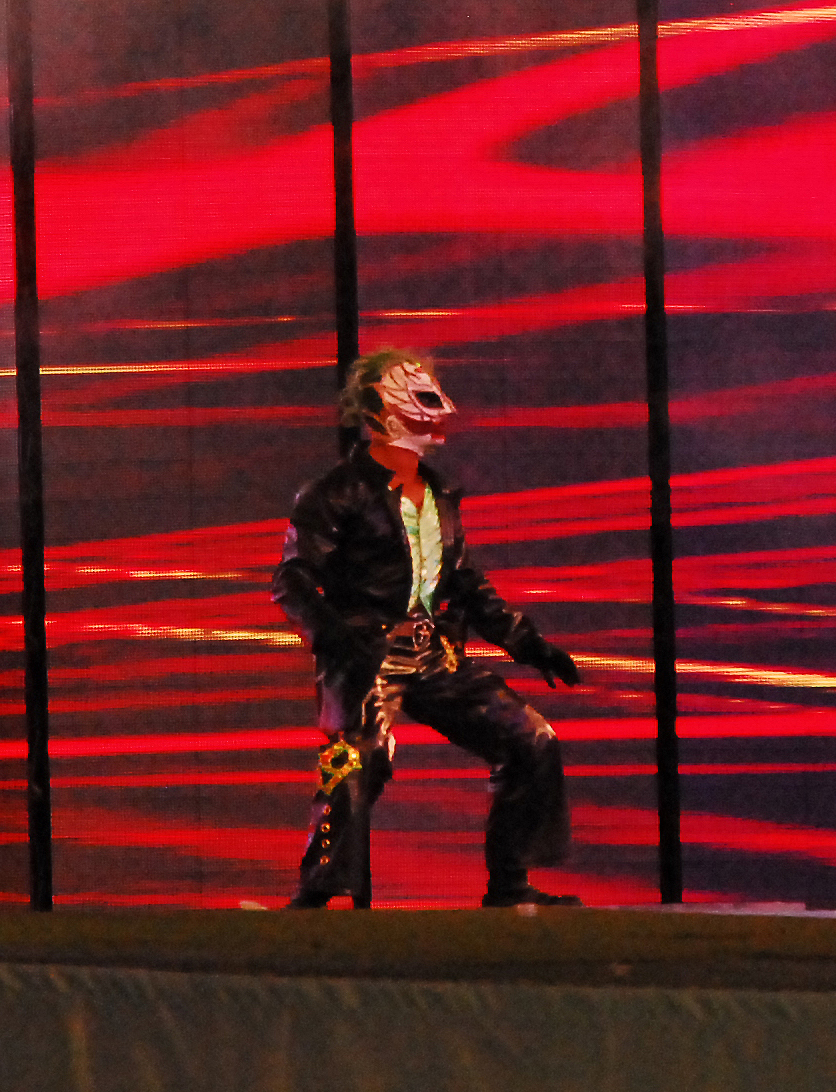
Mysterio en WrestleMania XXV antes de su combate contra JBL.

Mysterio participó en la Royal Rumble 2009, entrando primero y durando 49 minutos y 24 segundos en la lucha, antes de ser eliminado por el Big Show. La noche siguiente en Raw, clasificó para el Elimination Chamber Match por el Campeonato Mundial Peso Pesado en No Way Out, pero fue eliminado por Edge. Más tarde, Mysterio aceptó el desafío de John "Bradshaw" Layfield (JBL) de luchar por el Campeonato Intercontinental de Layfield en WrestleMania XXV, que Mysterio ganó en 21 segundos. Su victoria hizo a Mysterio el vigésimo primer Campeón de la Triple Corona en la historia de la WWE y significó una marca histórica en WrestleMania siendo uno de los combates más rápidos jamás presenciados.
Mysterio fue enviado de vuelta a SmackDown durante el WWE Draft 2009 en el episodio del 13 de abril de Raw, en el proceso haciendo el Campeonato Intercontinental exclusivo de SmackDown por primera vez desde mediados de 2002. Mysterio inició entonces un prolongado feudo con Chris Jericho, defendiendo con éxito su título en Judgment Day. En Extreme Rules, Jericho logró desenmascarar a Mysterio y lo cubrió por el Campeonato Intercontinental; mientras que Mysterio logró cubrir su cara después de ser desenmascarado, Jericó aprovechó la oportunidad para darle un «Roll-Up» y ganar el título. Como resultado, Mysterio y Jericho fueron reservados en una lucha de título vs. máscara en The Bash, en la cual Mysterio obtuvo la victoria después de engañar a Jericho con una segunda máscara. Luego se mudó a un feudo con Dolph Ziggler, derrotándolo en Night of Champions y SummerSlam. El 27 de agosto, WWE anunció que Mysterio sería suspendido durante 30 días, efectivo el 2 de septiembre, por violar la política de bienestar de la empresa. En una entrevista con el diario mexicano Récord, Mysterio declaró que fue suspendido por un medicamento que usaba para la rodilla y el brazo. Mysterio afirmó que tenía una receta para el medicamento, pero fue incapaz de producirla a tiempo para prevenir su suspensión debido a estar de vacaciones y haciendo una gira promocional. En el episodio del 4 de septiembre de SmackDown (grabado el 1 de septiembre), Mysterio perdió el Campeonato Intercontinental ante John Morrison.
Mysterio regresó de su suspensión en Hell in a Cell, haciendo equipo con su ex compañero de equipo Batista para enfrentar a Jeri-Show (Chris Jericho & Big Show) por el Campeonato Unificado en Parejas. Fracasaron en ganar los títulos, luego de que Mysterio recibió un K.O. Punch y fue cubierto por Big Show. En Bragging Rights, Mysterio no tuvo éxito en ganar el Campeonato Mundial Peso Pesado en un Fatal Four-Way Match que involucró a Batista, CM Punk y al entonces campeón The Undertaker. Durante la lucha, Mysterio rompió un pin de Batista sobre Undertaker, posiblemente costándole la lucha y el título. Después de la lucha, Batista se volvió heel y lo atacó. Mysterio se enfrentó ante Batista en Survivor Series, donde perdió por nocaut técnico después de que Batista realizó tres Batista Bombs en él. Mysterio fue derrotado por Batista otra vez en un Street Fight en el episodio del 11 de diciembre de SmackDown. Unas semanas más tarde Mysterio derrotó a Batista y fue nombrado el contendiente número uno por el Campeonato Mundial Peso Pesado, pero su lucha por el título contra The Undertaker terminó sin resultado después de que Batista interfirió.

#### 2010
Mysterio participó en un Beat the Clock Challenge por una lucha por el Campeonato Mundial Peso Pesado en Royal Rumble. En el torneo, derrotó a su antiguo rival Chris Jericho en el tiempo más rápido e impidió que Batista ganara al interferir en su lucha. Esto condujo a una lucha entre ambos la semana siguiente, que también terminó sin resultado después de una interferencia de The Undertaker. La semana siguiente en una revancha, Mysterio derrotó a Batista en un Steel Cage Match para conseguir la oportunidad por el cinturón ante The Undertaker, pero no logró ganar el campeonato en Royal Rumble.

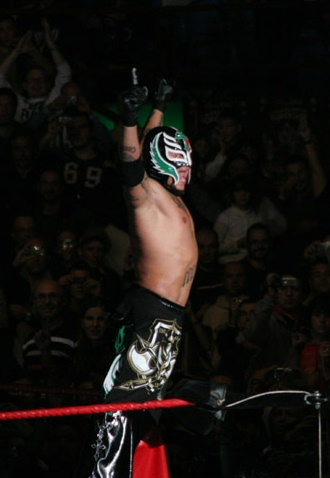
Mysterio durante un evento en vivo de la WWE en 2008.

Tras la lucha, Mysterio clasificó para un Elimination Chamber Match por el Campeonato Mundial Peso Pesado en Elimination Chamber. En las semanas previas al evento, Mysterio empezó con un feudo con CM Punk en el que también participó la Straight Edge Society de Punk. Durante el Elimination Chamber Match, Mysterio eliminó a Punk, pero finalmente fue eliminado por John Morrison. Mysterio continuó con su feudo con Punk, costándole una lucha clasificatoria para Money in the Bank y derrotando al miembro de SES Luke Gallows. Durante la celebración en pantalla del noveno cumpleaños de la hija de Mysterio, Punk interrumpió, burlándose de Mysterio y retándolo a un combate en WrestleMania XXVI, que Mysterio luego aceptó. Punk agregó más tarde la estipulación de que si Mysterio perdiera en WrestleMania, él se vería obligado a unirse a la SES. Sin embargo, Mysterio derrotó a Punk en WrestleMania. Cinco días después en SmackDown, Punk desafió a Mysterio a otra lucha en Extreme Rules, con la estipulación de que si ganaba Mysterio, Punk tendría que raparse la cabeza. En Extreme Rules, Mysterio perdió ante Punk tras la interferencia ilegal de un miembro encapuchado de la SES. En Over the Limit, Rey Mysterio se enfrentó ante CM Punk de nuevo, pero ahora con las 2 estipulaciones anteriores juntas (la unión de Mysterio a la SES estipulada en WrestleMania vs. el cabello de Punk estipulado en Extreme Rules) debido a la victoria de ambos en cada enfrentamiento(1-1), existió la necesidad de un desempate que pusiera fin a la rivalidad y culminara con alguno de los retos anteriormente planteados por ambas superestrellas (de los cuales posteriormente se habían salvado). Finalmente Mysterio derrotó a Punk, dando como resultado el largo cabello de Punk siendo afeitado y que hasta la fecha no ha usado como antes.
En el episodio del 28 de mayo de SmackDown, Mysterio luchó sin éxito contra The Undertaker para clasificar para el combate por el Campeonato Mundial Peso Pesado en Fatal 4-Way. The Undertaker sufrió una lesión legítima durante la lucha con Rey Mysterio, y supuestamente había sido encontrado en un estado vegetativo por su hermano Kane. El 4 de junio en Smackdown, Rey Mysterio ganó una battle royal para ganar el lugar de The Undertaker en Fatal 4-Way eliminando por último a Kane y pasando a ganar el Campeonato Mundial Peso Pesado por segunda vez ante CM Punk, Big Show & Jack Swagger. En Money in the Bank, Mysterio derrotó a Swagger para retener el título mundial, pero Swagger lo atacó después de la lucha. Kane entonces cobró su Money in the Bank y derrotó rápidamente a Mysterio para ganar el Campeonato Mundial Peso Pesado. Kane luego culpó a Mysterio por las lesiones de The Undertaker. En el episodio del 20 de julio de SmackDown, Mysterio derrotó a Swagger en un 2-out-of-3 Falls Match para ser el contendiente número uno por el Campeonato Mundial Peso Pesado, ganando un combate por el título contra Kane en SummerSlam. Kane derrotó a Mysterio en SummerSlam y The Undertaker volvió para exonerar a Mysterio e iniciar una rivalidad con Kane(el auténtico responsable del coma de The Undertaker) a quien Mysterio señalaba de verdadero responsable mientras Kane lo culpaba a él.
En el episodio del 20 de agosto de SmackDown, perdió ante el debutante Alberto del Río por sumisión. La semana siguiente se desató un feudo entre los dos, cuando Del Río lo atacó después de una lucha con Kane. En el episodio del 8 de octubre de SmackDown, Mysterio derrotó a Del Río para así poner fin a su racha invicta. En Bragging Rights, Mysterio representó al Team SmackDown, y a pesar de ser atacado por su compañero de equipo Del Río, él y Edge lograron derrotar al resto del Team Raw, dando la victoria a Team SmackDown. En Survivor Series, Mysterio condujo a su equipo a la victoria sobre Team Del Río, y en Tables, Ladders & Chairs, ambos formaron parte de un Fatal Four-Way Match por el Campeonato Mundial Peso Pesado, ganado por Edge. Su feudo con Del Río culminó en el episodio del 7 de enero de 2011 de SmackDown en un 2-out-of-3 Falls Match, que Del Río ganó por cuenta fuera.

#### 2011

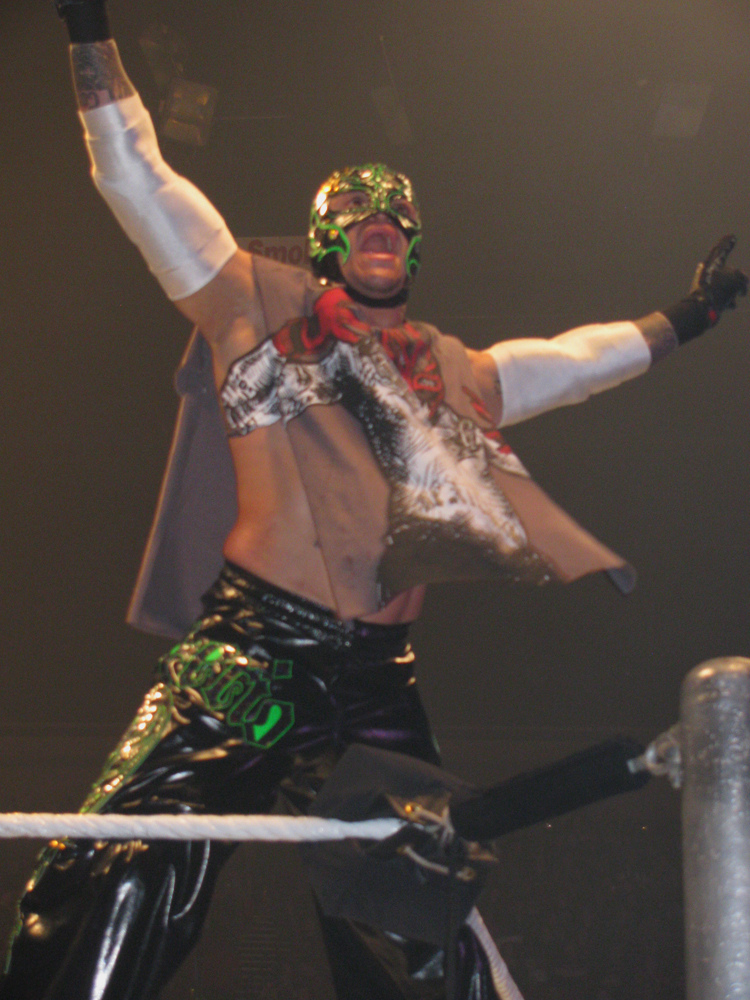
Rey Mysterio en 2011.

En el episodio del 21 de enero de SmackDown, Mysterio derrotó a Cody Rhodes. Durante la lucha, rompió la nariz de Rhodes cuando golpeó a Rhodes con un «619» con la rodillera expuesta, provocando así un feudo. Mysterio participó en el Royal Rumble Match en Royal Rumble, pero fue eliminado por Wade Barrett. Cinco días después en SmackDown, Mysterio clasificó para un puesto en el Elimination Chamber Match en Elimination Chamber por el Campeonato Mundial Peso Pesado al derrotar a Jack Swagger. En el evento llegó a ser uno de los dos últimos luchadores, pero fue eliminado por Edge. En el episodio del 25 de febrero de SmackDown, fue engañado y atacado por Cody Rhodes y su padre, Dusty Rhodes, resultando en Mysterio siendo desenmascarado por Cody. En WrestleMania XXVII, Mysterio fue derrotado por Rhodes. Mysterio derrotó a Rhodes en una revancha en el episodio del 22 de abril de SmackDown y en Extreme Rules en un Falls Count Anywhere Match para poner fin al feudo.
En el WWE Draft 2011 Mysterio fue enviado a Raw. En el episodio del 9 de mayo de Raw, Mysterio perdió un Triple Threat Match para determinar al contendiente número uno por el Campeonato de la WWE. Tras la lucha, Mysterio fue atacado por R-Truth, lo que llevó a un combate entre los dos en Over the Limit, que R-Truth ganó. Desde mayo, Rey Mysterio empezó un feudo con CM Punk, con ambos intercambiando victorias en episodios consecutivos de Raw. El feudo culminó en una lucha el 19 de junio en Capitol Punishment, donde Punk salió victorioso. El 17 de julio en Money in the Bank, Mysterio no pudo capturar el Raw Money in the Bank, ya que la lucha fue ganada por su antiguo rival Alberto Del Rio. La noche siguiente en Raw, Mysterio participó en un torneo por el vacante Campeonato de la WWE y avanzó a la final. El 26 de julio, Mysterio derrotó a The Miz en la final para ganar su primer Campeonato de la WWE, pero perdió el título ante John Cena esa misma noche debido a la absurda decisión del entonces gerente Triple H de que el hipotético ganador del torneo defendiera su título ante el anterior aspirante del título(John Cena) un rato después de coronarse. El 15 de agosto, Mysterio recibió una revancha por el Campeonato de la WWE contra el nuevo campeón Alberto del Río, pero perdió. Mysterio sufrió una lesión a finales de agosto de 2011, que fue culpada en kayfabe a Alberto del Río. Mysterio regresó en los Slammy Awards para presentar el premio a la superestrella del año a CM Punk.

#### 2012-2015
El 26 de abril de 2012, WWE informó que Mysterio había sido suspendido por 60 días debido a su segunda violación al programa de bienestar de talento de la empresa y que su suspensión expiraría el 25 de junio. Después de una ausencia de casi un año, Mysterio volvió en el episodio del 16 de julio de Raw, salvando a Zack Ryder de su antiguo rival, Alberto del Río. Cuatro días más tarde en SmackDown, Mysterio regresó a la acción en el ring cuando se unió al Campeón Mundial Peso Pesado Sheamus para derrotar por descalificación a del Río y a Dolph Ziggler. El 19 de agosto en SummerSlam, Mysterio desafió sin éxito a The Miz por el Campeonato Intercontinental. Durante la lucha, Mysterio sufrió una contusión legítima, haciéndolo inactivo durante una semana, pero regresó a SmackDown en el episodio del 31 de agosto. El 16 de septiembre en Night of Champions, Mysterio falló otra vez en capturar el Campeonato Intercontinental de The Miz en un Fatal Four-Way Match, también con Cody Rhodes y Sin Cara.
La noche siguiente en Raw, Rey Mysterio y Místico(Sin Cara) se unieron para derrotar a Primo y Épico en una lucha de equipos, tras lo cual fueron atacados por The Prime Time Players (Darren Young & Titus O'Neil). En octubre, Mysterio y Sin Cara entraron en un torneo para determinar a los contendientes número uno por el Campeonato en Parejas de la WWE, derrotando a Primo y Épico en la primera ronda y a The Prime Time Players en las semifinales. Mysterio y Sin Cara iban a enfrentar al equipo de Cody Rhodes y Damien Sandow en el episodio del 15 de octubre de Raw, pero la lucha fue pospuesta debido a Mysterio legítimamente sufriendo los efectos de una gastroenteritis. La final se llevó a cabo la semana siguiente, el 22 de octubre, donde él y Sin Cara fueron derrotados por Rhodes y Sandow. El 18 de noviembre en Survivor Series, Mysterio y Sin Cara salieron victoriosos en un Traditional Survivor Series Elimination Match junto a Brodus Clay, Justin Gabriel y Tyson Kidd contra Primo, Épico, The Prime Time Players y Tensai. El 16 de diciembre en TLC: Tables, Ladders & Chairs, Mysterio y Sin Cara fueron derrotados por Team Rhodes Scholars (Cody Rhodes & Damien Sandow) en un Tables Match para decidir a los contendientes por el Campeonato en Parejas de la WWE. Dos días después en SmackDown, Mysterio fue dado de baja por una lesión en storyline cuando él y Sin Cara fueron atacados por The Shield. Esto fue utilizado para sacarlos fuera de la televisión, ya que Mysterio se tomó un descanso, y Sin Cara se sometió a una cirugía de rodilla.
Mysterio regresó el 27 de enero de 2013 en el Royal Rumble, entrando en el Royal Rumble Match en el número 14, pero fue eliminado por Wade Barrett. En el siguiente episodio de SmackDown, Mysterio y Sin Cara derrotaron a los Campeones en Parejas de la WWE Team Hell No (Daniel Bryan & Kane) en un combate no titular. En marzo, Mysterio se tomó otro permiso de ausencia debido a una lesión legítima en la rodilla, explicada en storyline como un ataque de Mark Henry.
Después de ocho meses, Mysterio regresó en un evento en vivo de la WWE el 17 de octubre de 2013 y regresó a la televisión como parte de los comentaristas en español en Hell in a Cell. En el episodio del 18 de noviembre de Raw, Mysterio salvó a CM Punk y Daniel Bryan de un ataque de The Wyatt Family y The Real Americans (Jack Swagger & Antonio Cesaro), que lo condujo a formar parte de una lucha de equipos en Survivor Series en el cual el equipo de Mysterio perdió. En TLC: Tables, Ladders & Chairs Mysterio hizo equipo con Big Show para desafiar a Cody Rhodes & Goldust por el Campeonato Mundial en Parejas de la WWE en un Fatal Four-Way Match que también involucró a Ryback & Curtis Axel y a The Real Americans. En Royal Rumble el 26 de enero de 2014, Mysterio entró al Royal Rumble Match en el #30, pero fue eliminado por Seth Rollins. En WrestleMania XXX, Mysterio compitió en la battle royal en memoria de André the Giant, pero fue eliminado por Cesaro. La noche siguiente en Raw, Mysterio perdió ante Bad News Barrett y posteriormente decidió tomarse un tiempo libre para sanar una lesión en la muñeca. Esta resultó ser su última aparición en la WWE.
Durante su ausencia, se informó que Mysterio quería dejar la WWE, pero la promoción había extendido su contrato sin su aprobación. Mysterio no regresó a la programación de la WWE y en su lugar apareció en un mensaje en vídeo en Triplemanía XXII con un sombrero de charro negro y también visitó Lucha Underground. El 26 de febrero de 2015, el contrato de Mysterio con la WWE expiró, terminando su período de 13 años con la empresa.

### Asistencia Asesoría y Administración (2015-2016)
El 3 de marzo de 2015 fue anunciado que Mysterio había sido firmado nuevamente por Asistencia Asesoría y Administración (AAA). Dos días más tarde AAA anunció que Rey Mysterio, regresaría a su nombre anterior, Rey Mysterio Jr.
Su debut con la tres veces estelar se dio en el Coliseo la Concordia en la ciudad de Orizaba Veracruz, donde haría equipo con Pshyco Clown para enfrentarse al Mesías y al Hijo del Fantasma. 
La pelea tuvo un buen transcurso, donde todo el público estaba del lado de Rey mientras que el Mesías se aprovechaba de su estatura y peso para traer a Rey a sus pies. La agilidad y experiencia de Rey Misterio le ayudaron mucho, ya que supo cómo detenerlo, terminando la lucha con su famoso movimiento 619 seguido de una plancha desde la tercera cuerda sobre el Mesías para así poder llevarse la victoria junto con Pshyco Clown. 
Después Triple A anunciaría que Rey haría equipo con Myzteziz (quien anteriormente había sido Sin Cara) en el evento principal del show Rey de Reyes contra El Hijo del Perro Aguayo y Pentagón Jr. El equipo de Mysterio y Myzteziz ganó la lucha cuando Mysterio Jr. se anotó la victoria. El Hijo Del Perro Aguayo su mejor amigo murió tras un accidente días más tarde durante una lucha de equipos donde hacía equipo con Suicide contra Rey Mysterio y Extreme Tiger en la compañía independiente The Crash.
Tuvo una aparición en agosto de 2015 en La Paz - Bolivia.
Luchó en la estelar de triplemania XXIII contra Myzteziz resultando ganador para después ser atacado por la sociedad y por el mismo Myzteziz.
A principios de febrero empezó a dejar de aparecer en AAA y la razón se dio a conocer tiempo después: Mysterio abandonó AAA por problemas económicos de la empresa.[cita requerida]

### Lucha Underground (2015-2018)
Mysterio apareció en el "Aztec Warfare II" en el que igual debutaba Dragon Azteca Jr (Rey Horus).[cita requerida]

### Circuito independiente (2015-2018)
Mysterio junto a Konnan se unen a la empresa tijuanense conocida como The Crash, dándole así impulso nacional e importando luchadores extranjeros a su roster principal tales como el ex WWE Carlito Colon, Sammy Guevara, Mr. 450, Brian Cage entre otros.[cita requerida]

### New Japan Pro-Wrestling (2018)
Hizo su debut en el evento de "The New Beginning in Osaka" de New Japan Pro-Wrestling donde reto al luchador Jushin Thunder Liger para enfrentarlo en "Strong Style Evolved". Sin embargo, fue retirado del evento debido a una lesión en el bíceps. Más tarde se anunció que competiría por la promoción en "Dominion 6.9 in Osaka-jo Hall", aunque su oponente no fue anunciado inmediatamente. El 5 de junio, se anunció que Mysterio se unirá con Jushin Thunder Liger e Hiroshi Tanahashi para enfrentar a Cody, Marty Scurll y Hangman Page. El 12 de agosto, Mysterio hizo equipo con Kushida y Ryusuke Taguchi enfrentándose contra Kazuchika Okada, Sho y Yoh donde salieron victoriosos, siendo esta su primera victoria en NJPW.

### Regreso a WWE

#### 2018
Volvió a la WWE el 28 de enero en el Royal Rumble ingresando con el número 27 y eliminando a Adam Cole; sin embargo, fue eliminado por Finn Bálor. Apareció en el Greatest Royal Rumble como el participante número 28, eliminando a Luke Gallows, pero fue eliminado por Baron Corbin. El 26 de junio, Mysterio fue revelado como el personaje en la pre-orden de WWE 2K19. El 1 de septiembre. Mysterio fue honrado en la edición del 17 de septiembre de Raw, como parte del mes de la Herencia Hispana. 
El 19 de septiembre, se confirmó que Mysterio había firmado un contrato de dos años con WWE. Mysterio hizo su regreso oficial, como luchador a tiempo completo, a la WWE el 16 de octubre en el episodio 1000 de SmackDown derrotando a Shinsuke Nakamura, logrando así el último cupo para la Copa Mundial de la WWE, la cual se llevó a cabo en Crown Jewel. Durante la Copa Mundial en el evento Crown Jewel, Mysterio derrotó a Randy Orton en la primera ronda, pero fue atacado por Orton después del combate. Más tarde en la noche, Mysterio perdió ante The Miz en las semifinales.
En la edición del 6 de noviembre de SmackDown Live, Mysterio derrotó a Andrade "Cien" Almas para clasificarse para el Equipo SmackDown en el Traditional Survivor Series Elimination Match de Survivor Series. La semana siguiente, el cocapitán del equipo The Miz sugirió que Mysterio fuera eliminado del equipo. Su sugerencia provino después de que Mysterio lo derrotara en SmackDown Live unas semanas antes. Mysterio se enfrentó a Miz esa noche, derrotándolo para permanecer en el equipo. En el evento, Mysterio eliminó a Finn Bálor antes de ser eliminado por Braun Strowman, y el Equipo SmackDown finalmente perdió contra el Equipo Raw. Dos noches después, en SmackDown Live, Mysterio perdió ante Randy Orton. Después del combate, Orton atacó a Mysterio con una silla, y le arrancó la máscara de la cara. Los dos pelearon la semana siguiente, con Orton obteniendo la ventaja. En TLC: Tables, Ladders & Chairs, Mysterio derrotó a Orton en un Chairs Match.

#### 2019
Mysterio participó en el Royal Rumble Match de Royal Rumble entrando con el número 25, pero fue eliminado por Orton. Mysterio no pudo ganar el Campeonato de los Estados Unidos en Fastlane en un Fatal 4-Way Match donde Samoa Joe retuvo el título en un combate que también involucró a R-Truth y Andrade. En la edición del 12 de marzo de SmackDown Live, Mysterio cubrió a Joe en un combate por equipos que llevó a Mysterio a ganar una oportunidad por el Campeonato de los Estados Unidos contra Joe en WrestleMania 35, donde fue derrotado por Joe. Durante el WWE Superstar Shake-up 2019, Mysterio fue trasladado a Raw. En el evento Money in the Bank celebrado el 19 de mayo de 2019, logró derrotar a Samoa Joe logrando su primer reinado como Campeón de los Estados Unidos, convirtiéndose en el vigésimo primer campeón de Grand Slam de la WWE en el proceso. Dos semanas más tarde en Raw, Mysterio anunció que dejaría vacante el título la semana siguiente debido a una lesión sufrida por Joe tras su combate.
Mysterio regresó el 8 de julio en la edición de Raw y emitió un desafío abierto que fue aceptado por Bobby Lashley donde fue derrotado por él y también sufrió un ataque posterior al combate por parte de Lashley.
Tras ello tuvo un feudo con Brock Lesnar donde el 30 de septiembre el confronto a Lesnar defendiéndose verbalmente para luego ser atacado por Brock, tras ello también atacó a su hijo Dominick que estaba entré el universo de WWE, tras ello el 4 de septiembre salió con Cain Velasquez, antiguo rival de Brock en la UFC,cuando Lesnar ganó en Smackdown contra Kofi Kingston el Campeonato de la WWE donde Velasquez atacó a Lesnar en su debut en WWE, en Crown Jewel acompañó a Velasquez en su lucha contra Lesnar por el Campeonato de la WWE donde Cain fue derrotado y tras ello atacó a Lesnar que atacó a Cain tras el combate, al siguiente día en RAW volvió a atacar a Lesnar con una tubería de acero que estaba en su busca y estaba atacando al comentarista Dio Maddin tras ello desafío a Lesnar por el título en Survivor Series el cual Lesnar aceptó y Paul Heyman añadió el 18 de noviembre la estipulación de No Holds Barred a la pelea, en Survivor Series el 24 de noviembre Rey Mysterio perdió ante Lesnar que incluso contó con la ayuda de Dominick durante la pelea en la cual los dos le aplicaron a Lesnar un 619 doble.
Al día siguiente en la edición de Raw del 25 de noviembre de 2019, Mysterio participó en una Fatal-Four Way ante Randy Orton, Drew McIntyre y Ricochet para ganar una oportunidad de combatir a A.J. Styles por el Campeonato de los Estados Unidos de la WWE esa misma noche, 
resultando ganador el mismo Mysterio. Luego de la lucha, Mysterio se coronó nuevo campeón celebrando con su hijo Dominick. Tras ello tuvo un largo feudo con Andrade Vega y Su facción donde perdió ante Andrade el título de los Estados Unidos y se alió junto con Humberto Carrillo donde se enfrentaron ante Ángel Garza.

#### 2020
En los episodios del 6 y 20 de enero de Raw, Mysterio intentó capturar el Campeonato de los Estados Unidos de Andrade, saliendo derrotado en ambos combates. Más tarde, Rey entró en el Royal Rumble en el puesto 7, donde junto con The New Day atacaron a Lesnar, pero fueron eliminados por este. Semanas más tarde en el evento Super ShowDown iba a participar en el Gauntlet match por el trofeo Tuwaiq, pero fue atacado por The O.C. y su lugar fue ocupado por The Undertaker, que ganó el combate. Posteriormente en abril, derrotó a Buddy Murphy clasificando en la lucha de Money in the Bank donde una semana después en Raw se junto con Apollo Crews y Aleister Black contra Andrade, Angel Garza y Austin Theory con sus puestos para el combate en juego donde salieron victoriosos. En Money in the Bank, no logró ganar el maletín al Otis el vencedor. Semanas más tarde en Raw, derrotó junto con Black a Murphy y Seth Rollins por descalificación cuando Rollins sacó a Mysterio del delantal del ring y usó la esquina del acero, pasos para perforar el ojo de Mysterio, dejándole fuera de combate. Esto dio lugar a especulaciones de que Mysterio se "retiraría", luego de semanas de que Rollins se burlara de él. Sin embargo, en Extreme Rules: The Horror Show Rollins y Mysterio se enfrentaron en una lucha de ojo por ojo, ganando Rollins lesionándole de nuevo su ojo recuperado y provocó que este vomitara al final de la lucha.
El 10 de agosto, Mysterio regresó a pesar de su lesión el ojo para atacar junto a su hijo Dominik Mysterio a Rollins proporcionándole duros golpes con palos de kendo. Esa noche se dio conocer que Dominik había firmado un contrato para luchar en SummerSlam contra el mismo Seth Rollins, además de que Rey renovó su contrato con la WWE por 3 años. En SummerSlam, Rey estuvo apoyando a Dominik en su debut en WWE frente a Rollins, el cual perdió luego de que Murphy interfiriera a favor de Rollins. En Payback, hizo equipo por primera vez con Dominik derrotando a Rollins & Murphy, siendo la primera victoria de Dominik en la empresa.
Como parte del Draft, él y Dominik, conocidos como The Mysterio, fueron transferidos a SmackDown. En el Kick-Off de Survivor Series, compitió como representante del Team SmackDown en la Dual Brand Battle Royal, sin embargo, fue eliminado por Dolph Ziggler.

#### 2021
En Royal Rumble, Rey participó en el Men's Royal Rumble Match, entrando de #26, sin embargo, fue eliminado por Omos, durando 2 minutos. 5 días después en SmackDown, ayudó a su hijo Dominik a derrotar a King Corbin, la siguiente semana en SmackDown, The Mysterio se enfrentaron a King Corbin & Sami Zayn para clasificar a la Elimination Chamber Match por una oportunidad al Campeonato Universal de la WWE de Roman Reigns en Elimination Chamber, sin embargo, perdieron y terminando el feudo con Corbin. La siguiente semana, The Mysterio derrotaron a Alpha Academy (Chad Gable y Otis) por descalificación debido a que Otis no paró de atacar a Rey y después del combate, Otis continúo atacándolo, Sin embargo, fueron derrotados por Gable y Otis una semana después. Posteriormente, Rey y Dominik derrotaron a The Street Profits(Angelo Dawkins & Montez Ford), aunque después del combate, salieron Alpha Academy a quienes atacaron con unas "Drop Kicks", posteriormente junto a su hijo Dominik se enfrentaron a Alpha Academy, sin embargo, perdieron. La siguiente semana en SmackDown, Rey derrotó a Dolph Ziggler. Más tarde, The Mysterio y The Street Profits fueron derrotados por Ziggler, Robert Roode y Alpha Academy. y a la siguiente semana en el SmackDown! WresttleMania Edition, The Mysterio se enfrentaron a Ziggler & Roode, Alpha Academy y The Street Profits en una Fatal-4 Way Tag Team Match por los Campeonatos en Parejas de SmackDown, sin embargo, perdieron, 5 días después, Rey derrotó a Otis.
En WrestleMania Backlash, Rey y Dominik derrotaron a Ziggler y Roode para ganar el Campeonato de Parejas de SmackDown, haciéndose de los primeros campeones de parejas de padre e hijo en la historia de WWE. En el episodio del 4 de junio de SmackDown, los Mysterios defendieron con éxito sus títulos contra The Usos, aunque de manera controversial ya que se levantó el hombro de Jimmy y el árbitro no estaba al tanto. Después de que Adam Pearce y Sonya Deville concedieran una revancha más tarde esa misma noche, los Mysterios nuevamente retuvieron después de que Roman Reigns interfiriera y los atacara, provocando una descalificación, y ambos fueron atacados por Reigns después. La semana siguiente en SmackDown, Rey llamó a Reigns por atacar a Dominik y le desafió a un Hell in a Cell match en el evento homónimo por el Campeonato Universal de la WWE, pero antes de que Reigns pudiera responder, Rey procedió a atacarlo con un palo de kendo, pero finalmente fue atacado por Reigns. Al día siguiente en Talking Smack, Paul Heyman aceptó formalmente el desafío de Rey en nombre de su cliente. Sin embargo, el 17 de junio, Rey publicó en Twitter que no quería esperar hasta el domingo, y se anunció que la lucha se llevaría a cabo en el episodio del 18 de junio de SmackDown, marcando el primer Hell in a Cell match en dicha marca, el cual fue derrotado. En Money in the Bank, The Mysterio perdieron los campeonatos ante The Usos en el kick-off, poniendo fin a su reinado de 63 días. Posteriormente, tuvieron su clausula de revancha contra The Usos en SummerSlam sin éxito.
Como parte del Draft, tanto Rey como su hijo Dominik fueron reclutados para la marca Raw. En octubre, ingresó al torneo King of the Ring, donde perdió ante Sami Zayn en la primera ronda. Más tarde, perdió ante Seth Rollins en un Fatal 4-Way Ladder match que también contó con Kevin Owens y Finn Bálor para determinar el contendiente número uno por el Campeonato de la WWE. En el episodio del 20 de diciembre de Raw, Rey y Dominik derrotaron al equipo de AJ Styles y Omos.

#### 2022
En enero, Rey fue elegido para aparecer en la portada del videojuego WWE 2K22. En el episodio del 17 de enero de Raw, fue anunciado como participante del combate Royal Rumble y más tarde esa noche se asoció con Dominik y The Street Profits para derrotar a Dolph Ziggler, Robert Roode, Apollo Crews y Commander Azeez. En Royal Rumble, Mysterio ingresó en el #23, eliminando a Ziggler antes de ser eliminado por Otis. Después, Rey junto con Dominik entraron en un feudo con The Miz debido a que este se quejó de no ser la portada de WWE 2K22, además de cuestionarle a Dominik si Eddie Guerrero era realmente su padre, tomando de referencia a la rivalidad que Rey sostuvo con Eddie entorno a la custodia (kayfabe) de Dominik. En el kick-off de Elimination Chamber, derrotó a The Miz por lo que había continuado con su enemistad. La noche siguiente en Raw, The Miz desafió a The Mysterio a un combate en WrestleMania 38, anunciado a Logan Paul como su compañero. En el evento, The Mysterio fueron derrotados por The Miz y Paul.
Tras esto, Rey y Dominik luego entraron en una pelea con el debutante Veer Mahaan. Luego de varios ataques de este último, incluida la ausencia de Dominik durante varias semanas, Mahaan derrotó a Rey en el episodio del 13 de junio de Raw. Después, The Mysterio más tarde entrarían en un feudo con el stable The Judgement Day, más precisamente con Finn Bálor y Damian Priest, quienes intentarían continuamente que Dominik se traicionara a Rey, pero Dominik desvió repetidamente los intentos. Ambos equipos se enfrentaron en un No Disqualification match en SummerSlam, con victoria a favor de The Mysterio. Después de fracasar una lucha por el Campeonato Indiscutible en Parejas de la WWE contra The Usos en el siguiente episodio de Raw, The Judgment Day atacó a The Mysterio antes de que Edge (antiguo líder de dicha agrupación) saliera a salvarlos, pero accidentalmente atravesó a Dominik en el proceso. La semana siguiente, Rey detuvo a su hijo antes de que este le recriminara a Edge por el ataque. A fines de agosto, Rey fue elegido como el compañero de Edge para batallar con The Judgment Day en Clash at the Castle, donde lograron vencerlos luego de que Edge aplicara un Spear a Bálor. Sin embargo, Rey y Edge fueron atacados sorpresivamente por Dominik, cambiando este a heel y uniéndose a The Judgment Day.
En el episodio del 14 de octubre de SmackDown, Mysterio solicitó su renuncia a Triple H luego de sentirse fastidiado con la traición de Dominik, sin embargo, Triple H le sugirió que continuara en WWE y lo añadió a una Fatal 4-Way match (del cual no estaba previamente anunciado, pero a causa del ataque que sufrió Karrion Kross ocupó el lugar de este) en la que participaban Sheamus, Solo Sikoa y Ricochet. Tras su victoria en dicha contienda esa misma noche, se ganó una oportunidad al Campeonato Intercontinental, haciendo oficial su traspaso a la marca azul. En el episodio del 4 de noviembre (grabado el 28 de octubre), Mysterio se enfrentó al campeón Gunther en lo que fue un intenso combate, pero no logró ganar el título.

#### 2023-presente
El 13 de enero de 2023 durante un episodio de SmackDown, anunció su participación en el Royal Rumble match varonil. Mysterio estaba pactado para ingresar en el #17, pero nunca apareció en el combate de Royal Rumble al ser atacado en bastidores por The Judgment Day. El 10 de marzo en SmackDown, se anunció que Mysterio sería el primer integrante del Salón de la Fama de la WWE en su clase 2023. La semana siguiente, un emocionado Rey dijo que quería a Dominik a su lado para su inducción, pero él lo desafió a un combate en WrestleMania 39. Rey, sin embargo, afirmó su posición de que no pelearía con su hijo por respeto. Sin embargo, una semana después, aceptó el reto luego de que Dominik arremetiera contra su madre y hermana (quienes estaban en ringside) lo que llevó a atacarlo, diciendo que Dominik lo incitó a hacerlo. En la noche 1 del evento, derrotó a su hijo con ayuda de Legado Del Fantasma, quienes detuvieron a The Judgment Day.
En el episodio del 11 de agosto de SmackDown, Mysterio ocuparía el lugar de un lesionado Santos Escobar, quien se supone iba a enfrentarse a Austin Theory por el Campeonato de los Estados Unidos. Ganó el título por tercera vez en su carrera. Así mismo Mysterio se convirtió en el segundo luchador en ganar dicho título luego de ser incluido en el Salón de la Fama de la WWE, después de Bret Hart. En una revancha, defendió con éxito su título contra Theory en Payback.

## Vida personal
Óscar Gutiérrez está casado con Angie Gutiérrez con quien tiene dos hijos, Dominik (nacido el 5 de abril de 1997) y Aalyah (nacida el 20 de agosto de 2001). Su hijo mayor, Dominik es luchador de tercera generación, trabajando en la WWE con su nombre de ring Dominik Mysterio.
Gutiérrez tiene tatuados los nombres de sus hijos en sus bíceps derecho e izquierdo, tatuajes dedicados a su esposa Angie y un tatuaje con las iniciales EG en honor a su mejor amigo Eddie Guerrero, que también fue luchador profesional y quien falleciera el 13 de noviembre de 2005. Así mismo es católico y lo demuestra bendiciendose antes de cada lucha y con varios tatuajes de crucifijos y demás detalles alusivos a la religión que practica.

## Campeonatos y logros

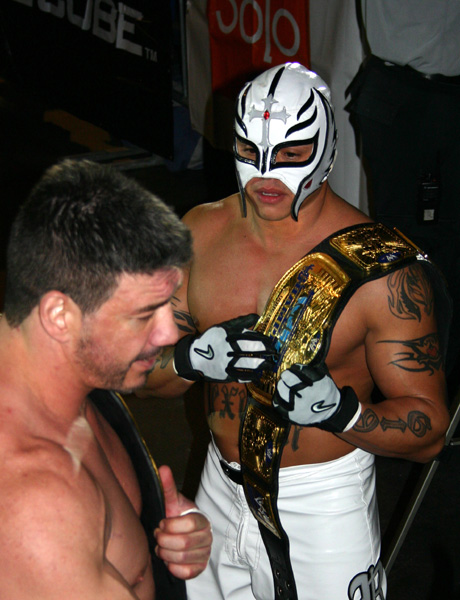
Rey Mysterio como Campeón en Parejas de la WWE con Eddie Guerrero.

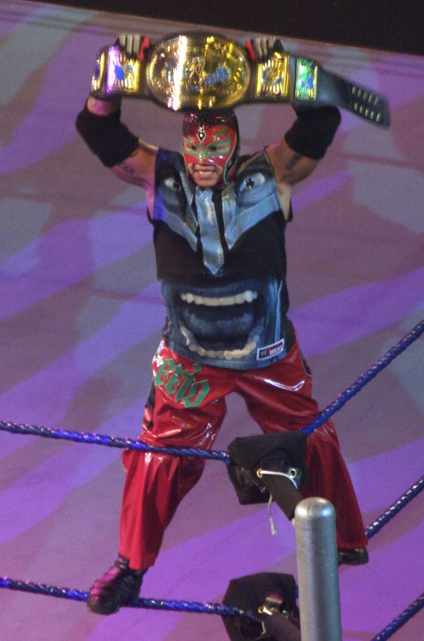
Mysterio como Campeón Intercontinental.

- Asistencia Asesoría y Administración
  - Salón de la Fama AAA (2007)
  - Copa Mundial de Lucha Libre(1 vez, junto a Alberto El Patrón y Myzteziz)
- Lucha Underground
  - Campeonato de Tríos de Lucha Underground (2 veces) con Prince Puma & Dragón Azteca Jr.
- Comisión de Box y Lucha Libre México D.F.
  - Campeonato Mexicano de Tríos (1 vez) - con Octagón y Super Muñeco
  - Campeonato Nacional Peso Wélter (México) (2 veces)

- International Wrestling All-Stars
  - IWAS Tag Team Championship (2 veces) - con Konnan

- The Crash
  - Campeonato de Peso Completo de The Crash (1 vez e inaugural)

- Tijuana, México
  - Salón de la Fama (2006)

- World Wrestling Association
  - WWA Lightweight Championship (3 veces)
  - WWA Tag Team Championship (1 vez) - con Rey Misterio Sr.
  - WWA Welterweight Championship (3 veces)

- World Wrestling Council
  - WWC Junior Heavyweight Championship (2 veces)

- World Championship Wrestling
  - WCW Cruiserweight Championship (6 veces)
  - WCW World Tag Team Championship (3 veces) - con Billy Kidman (1), Konnan (1) y Juventud Guerrera (1)
  - WCW Cruiserweight Tag Team Championship (1 vez) - con Billy Kidman

- World Wrestling Entertainment/WWE
  - WWE Championship (1 vez)
  - World Heavyweight Championship (2 veces)
  - WWE Intercontinental Championship (2 veces)
  - WWE United States Championship (3 veces)
  - WWE Cruiserweight Championship (3 veces)
  - WWE Tag Team Championship (4 veces) - con Edge (1), Rob Van Dam (1), Eddie Guerrero (1) y Batista (1)
  - SmackDown Tag Team Championship (1 vez) - con Dominik Mysterio
  - Royal Rumble (2006)
  - WWE Hall of Fame (2023)
  - Triple Crown Championship (vigesimoprimero)
  - Grand Slam Championship (vigesimoprimero)
  - Bumpy Award (1 vez)
    - Tag Team of the Half-Year (2021) - con Dominik Mysterio

- Pro Wrestling Illustrated
  - Situado en el N.º 101 en los PWI 500 de 1994[228]
  - Situado en el N.º 18 en los PWI 500 de 1995[229]
  - Situado en el N.º 7 en los PWI 500 de 1996[230]
  - Situado en el N.º 29 en los PWI 500 de 1997[231]
  - Situado en el N.º 107 en los PWI 500 de 1998[232]
  - Situado en el N.º 4 en los PWI 500 de 1999[233]
  - Situado en el N.º 198 en los PWI 500 de 2001[234]
  - Situado en el N.º 58 en los PWI 500 de 2002[235]
  - Situado en el N.º 56 en los PWI 500 de 2003[236]
  - Situado en el N.º 22 en los PWI 500 de 2004[237]
  - Situado en el N.º 14 en los PWI 500 de 2005[238]
  - Situado en el N.º 6 en los PWI 500 de 2006[239]
  - Situado en el N.º 59 en los PWI 500 de 2008[240]
  - Situado en el N.º 26 en los PWI 500 de 2009[241]
  - Situado en el N.º 13 en los PWI 500 de 2010[242]
  - Situado en el N.º 8 en los PWI 500 de 2011[243]
  - Situado en el N.º 56 dentro de los mejores 500 luchadores de la historia - PWI Years, 2003[244]
- Wrestling Observer Newsletter
  - WON Debutante del año - 1992
  - WON Mejor luchador volador - 1995
  - WON Mejor luchador volador - 1996
  - WON Mejor luchador volador - 1997
  - WON Mejor luchador volador - 2002
  - WON Mejor luchador volador - 2003
  - WON Mejor luchador volador - 2004
  - WON Luchador más destacado - 1996
  - WON Mejor movimiento de lucha - 1996, West Coast Pop
  - WON Lucha del año - 2002, con Edge vs. Chris Benoit & Kurt Angle (No Mercy, 20 de octubre)
  - WON Peor Feudo del Año - 2008, vs. Kane
  - 5 Star Match  con Super Caló & Winners vs Heavy Metal, Picudo & Psicosis  (AAA Sin Límite, 29 de enero de 1993)
  - 5 Star Match  vs. Juventud Guerrera (AAA en Matamoros, 30 de noviembre de 1994)
  - 5 Star Match  vs. Psicosis (AAA House Show, 22 de septiembre de 1995)
  - 5 Star Match  vs. Juventud Guerrera (ECW Big Ass Extreme Bash, 9 de marzo de 1996)
  - 5 Star Match vs Eddie Guerrero (WCW Halloween Havoc 1997, 26 de octubre de 1997)

## Luchas de apuestas
| Apuesta              | Ganador          | Perdedor         | Localización           | Fecha                    |
| -------------------- | ---------------- | ---------------- | ---------------------- | ------------------------ |
| Máscara              | Rey Mysterio Jr. | Mr. Cóndor       | Acapulco, Guerrero     | 14 de agosto de 1992     |
| Cabello              | Rey Mysterio Jr. | Rocco Valente    | Tampico, Tamaulipas    | 18 de octubre de 1992    |
| Cabello              | Rey Mysterio Jr. | Tony Arce        | Acapulco, Guerrero     | 6 de noviembre de 1992   |
| Máscara              | Rey Mysterio Jr. | El Bandido       | Queretaro, Queretaro   | 28 de mayo de 1993       |
| Cabello              | Rey Mysterio Jr. | Vulcano          | Monterrey, Nuevo Leon  | 11 de septiembre de 1993 |
| Máscara              | Rey Mysterio Jr. | Chucky           | Reynosa, Tamaulipas    | 26 de Septiembre De 1995 |
| Máscara              | Rey Mysterio Jr. | Misterioso       | Tijuana, B.California  | 19 de diciembre de 1996  |
| Máscara              | Rey Mysterio Jr. | Eddie Guerrero   | Las Vegas, Nevada      | 26 de octubre de 1997    |
| Máscara              | Kevin Nash       | Rey Mysterio Jr. | Oakland, California    | 21 de febrero de 1999    |
| Custodia de Dominick | Rey Mysterio     | Eddie Guerrero   | Washington D.C         | 21 de agosto de 2005     |
| Título               | Rey Mysterio     | Chris Jericho    | Sacramento, California | 28 de junio de 2009      |
| Cabello              | Rey Mysterio     | CM Punk          | Detroit, Míchigan      | 23 de mayo de 2010       |